# Букова-Мала
Букова-Мала (пол. Bukowa Mała) — село в Польщі, у гміні Савин Холмського повіту Люблінського воєводства. Населення — 210 осіб (2011).

## Історія
За даними етнографічної експедиції 1869—1870 років під керівництвом Павла Чубинського, у селі здебільшого проживали римо-католики, проте населення переважно розмовляло українською мовою.
У 1975—1998 роках село належало до Холмського воєводства.

## Демографія
Демографічна структура станом на 31 березня 2011 року:
|          | Загалом | Допрацездатний вік | Працездатний вік | Постпрацездатний вік |
| -------- | ------- | ------------------ | ---------------- | -------------------- |
| Чоловіки | 109     | 22                 | 76               | 11                   |
| Жінки    | 101     | 17                 | 53               | 31                   |
| Разом    | 210     | 39                 | 129              | 42                   |